# マレー鉄道クラス24ディーゼル機関車
マレー鉄道クラス24ディーゼル機関車は、1987年に登場したマレーシア向けの電気式ディーゼル機関車である。マレーシアの鉄道事業者である当時のマレーシア国鉄が、急行旅客列車および重量貨物列車牽引用に日本から26両を購入した。製作は東芝と川崎重工業である。

## 参考
- 鉄道ピクトリアル臨時増刊号「新車年鑑 1988年版」 、1988年5月、鉄道図書刊行会 (東京)
- 蒸気機関車から超高速車両まで、川崎重工業車両事業本部 (著) 、1996年、交友社 (名古屋)
- 川崎重工 車両カンパニーホーム マレーシア国鉄 TYPE24電気式ディーゼル機関車